# Церковь Успения Пресвятой Богородицы (Истомино)
Церковь Успения Пресвятой Богородицы — приходской храм Калужской епархии Русской православной церкви в селе Истомино Тарусского района Калужской области. Основана в 1725 году. В начале XIX века перестроена. В 1975 году храм был закрыт. После реставрационных работ церковь была освящена вновь в 2010 году.

## История

### 1725 — 1975
Дореволюционная история храма неразрывно связана с историей усадьбы Истомино,
что лежит в нескольких километрах от Тарусы. Имение, пожалованное в 1720-х 
родоначальникам графов Толстых, обзавелось собственной церковью в 1725 году. За два неполных века, Истомино сменило нескольких владельцев; среди них — представители таких знатных фамилий, как Толстые, Хитрово, Масловы (само поселение впервые упоминается в Тарусских писцовых книгах за 1720 год).
По данным сайта министерства культуры, храм был возведён в стиле барокко. В начале XIX столетия церковь перестроили «в формах классицизма». Одновременно создаются колокольня и трапезная Храм располагался рядом с господским домом. Примечательно, что колонны и окна обоих зданий были выполнены в едином стиле. (Помещики, владевшие в ту пору имением, А.М. Хитрово, вторая дочь фельдмаршала М.И. Кутузова, и её супруг, Н.З. Хитрово, очевидно, прилагали немало усилий к благоустройству церкви.)
В одном из изданий XIX века приводится следующее описание села

ИСТОМИНО село, Калужской Губерніи, въ Тарузскомъ уѣздѣ, стоитъ на правой сторонѣ рѣки Тарусы, въ немъ церковь каменная, Успенія Пресвятыя Богородицы, съ придѣломъ Николая Чудотворца; домъ Господской деревянной, съ плодовитымъ садомъ; на рѣкѣ Тарусе мушная о дву поставахъ мѣльница.

Согласно описанию, сделанному в 1922 году, церковь имела трехъярусный иконостас, «столярной работы с позолоченной резьбой, вызолоченными колоннами и капителями». Над Царскими вратами находилась икона Тайной вечери, а по сторонам от неё — вырезанные из дерева золочёные ангелы (сама икона сохранилась и позднее была возвращена в церковь). В ряду других образов — Успение Богородицы, Тихвинская Богоматерь, апостолы Пётр и Павел. Среди шести церковных колоколов — один большой медный, весом в 105 пудов 34 фунта.
В 1975 году, спустя два с половиной века с момента её создания, церковь была закрыта. Она стала последним храмом, закрытым на территории Тарусского района в годы советской власти.

### Современность
В 2003 году, «по благословению архиепископа Калужского и Боровского», начались работы по восстановлению церкви. Реставрация осуществлялась за счёт пожертвований местных жителей и благотворителей. 26 сентября 2010 года в храме состоялись великое освящение и первая за многие годы литургия. Богослужения провёл митрополит Калужский и Боровский Климент.
В 2011—2012 годах над росписью Успенской церкви работали художники мастерской «Царьград», под руководством Дмитрия Трофимова.
На территории храма действуют «святой источник», купель, трапезная, в летнее время — детский православный лагерь. На Крещение возле церкви регулярно устраивают специальную прорубь для купания.
Начиная с 2009 года, в приходе установилась традиция: на Благовещенье возле храма выпускать на волю певчих птиц.